# Seo Yea-ji
Seo Ye-ji (en hangul, 서예지; romanización revisada, Seo Ye-ji; McCune-Reischauer, Sŏ Ye'ji; Seúl, 6 de abril de 1990) es una actriz y modelo surcoreana.

## Vida personal
Estudió en la escuela Youngwon y en la secundaria Youngshin; después había proyectado completar su formación en la Universidad Complutense de Madrid (España), donde se matriculó en periodismo con la intención de ser presentadora de televisión.

#### Controversias en 2021
En abril de 2021 se vio envuelta en una polémica que tuvo como punto de partida la acusación de haber manipulado en 2018 al que era su pareja, el actor Kim Jung-hyun, al que presionó para que mantuviera una actitud distante respecto a Seohyun en la serie Time, que ambos protagonizaban. Se publicaron algunos mensajes de texto en los que Seo decía a Kim que cambiara las escenas «para dejar de lado el romance y el contacto físico». El actor acabó abandonando la serie alegando problemas de salud, y tuvo un comportamiento extraño con Seohyun durante la conferencia de prensa en la que se presentó aquella.
La agencia de Seo Ye-ji, Gold Medalist, publicó entonces un comunicado en el que quitaba importancia a esos mensajes, pues eran «conversaciones entre amantes que muestran celos por el contacto físico del otro» y «una pelea común entre actores que están saliendo». Sin embargo, la crisis de reputación de la actriz se agravó cuando en diversos medios se añadieron otras acusaciones. En primer lugar, sobre el hecho de que en un programa de televisión había afirmado que había estudiado en la Universidad Complutense de Madrid, cuando realmente solo había sido admitida pero no llegó a asistir a clase.
A continuación, internautas anónimos que decían haber sido compañeros de escuela la acusaron de ser autora de acoso escolar. Su agencia negó estas imputaciones. Y por último fue acusada también de maltratar al personal a su servicio, con el que mostraba a menudo un comportamiento abusivo y despectivo. Debido a estas polémicas, Seo Ye-ji tuvo que abandonar el rodaje de la serie Island. Pese a ello, paradójicamente la actriz resultó ganadora del premio de popularidad TikTok en los 57.º Baeksang Arts Awards gracias a la votación de los internautas.

## Carrera
Seo debutó como modelo para SK Telecom y como una actriz en la sitcom Potato Star 2013QR3, ambos en 2013.
Continuó a roles mayores como en el drama histórico The Night Watchman's Journal en 2014 y el thriller Last en 2015.
En 2016 apareció como invitada durante el episodio 15 de la serie Another Miss Oh, donde interpretó a Oh Seo-hee, la joven prima de Hae-young (soil).
El 28 de febrero del 2018 se anunció que se uniría al elenco principal de la serie Lawless Lawyer, con el personaje de la abogada Ha Jae-yi.
A finales de diciembre de 2019 se anunció que se había unido a la agencia Gold Medalist, con la que renovó en diciembre de 2021. En ese mismo año fue protagonista de la película By Quantum Physics: A Nightlife Venture, con el personaje de Sung Eun-young, una aspirante a abogada que para pagar la deuda de su padre se convierte en gerente de un club nocturno.
El 20 de junio del 2020 se unió al elenco principal de la serie It's Okay to Not Be Okay (también conocida como "Psycho But It’s Okay"), donde dio vida a Ko Moon-young, una popular y extremadamente exitosa autora de libros para niños que padece un trastorno de personalidad antisocial, hasta el final de la serie el 9 de agosto del mismo año.
Aunque en 2021 se confirmó que se había unido al elenco principal de la serie Island, donde interpretaría a Won Mi-ho, la hija de una familia adinerada que se vuelve en el blanco de los goblins, en abril del mismo año el equipo de producción de la serie anunció que Yeo-ji ya no estaba relacionada con el proyecto y que se había decidido no contar más con ella debido a la controversia en la que estaba envuelta. Más tarde fue reemplazada por la actriz Lee Da-hee.
Durante el mismo mes de abril, sin embargo, se estrenó la película de suspenso Recalled, que protagoniza la actriz junto a Kim Kang-woo, y que tuvo un gran éxito de público, pese a que aquella no participó en la promoción por el mismo motivo.
En abril de 2022 protagonizó la serie Eve, donde interpreta a Lee Ra-el, una mujer que de niña había sufrido la muerte de su padre y jura vengarse de los que la provocaron, para lo cual inicia una dura batalla legal contra una gran corporación empresarial.

## Filmografía

### Seriesde televisión
| Año  | Título                          | Personaje                        | Cadena | Ref.   |
| ---- | ------------------------------- | -------------------------------- | ------ | ------ |
| 2013 | Potato Star 2013QR3             | Noh Soo Young                    | tvN    |        |
| 2014 | The Night Watchman's Journal    | Park Soo Ryeon                   | MBC    |        |
| 2014 | Drama Special                   | Soo Ji The Three Female Runaways | KBS2   |        |
| 2015 | Super Daddy Yeol                | Hwang Ji Hye                     | tvN    |        |
| 2015 | Last                            | Shin Na Ra                       | JTBC   |        |
| 2016 | Moorim School                   | Shim Soon Duk                    | KBS2   |        |
| 2016 | Another Miss Oh                 | Oh Seo Hee (cameo, episodio 15)  | tvN    |        |
| 2016 | Hwarang: The Poet Warrior Youth | Princesa Sook Myung              | KBS2   |        |
| 2017 | Save Me                         | Im Sang-mi                       | OCN    |        |
| 2018 | Lawless Lawyer                  | Ha Jae-yi                        | tvN    |        |
| 2020 | It's Okay to Not Be Okay        | Ko Moon-young                    | tvN    | [ 25 ] |
| 2022 | Eve                             | Lee Ra-el                        | tvN    | [ 26 ] |

### Películas
| Año  | Título                                  | Papel          | Notas                                  | Ref.                 |
| ---- | --------------------------------------- | -------------- | -------------------------------------- | -------------------- |
| 2013 | Love                                    | Min Joo        | Cortometraje para el Samsung Galaxy S4 | [ 27 ]               |
| 2015 | The Throne                              | Reina Jeongsun |                                        |                      |
| 2015 | Circle of Atonement                     | Kang Yoo Shin  |                                        |                      |
| 2015 | Seondal: The Man Who Sells the River    | Gyu Young      |                                        |                      |
| 2017 | Another Way                             | Jung Won       |                                        | [ 28 ]               |
| 2017 | The Bros                                | Sa-ra          |                                        |                      |
| 2018 | Remembering First Love                  | Yeon-soo       |                                        |                      |
| 2019 | Warning: Do Not Play                    | Park Mi-jung   |                                        |                      |
| 2019 | By Quantum Physics: A Nightlife Venture | Sung Eun-young |                                        | [ 2 ]                |
| 2021 | Recalled                                | Su-jin         |                                        | [ 29 ] [ 30 ] [ 31 ] |

### Espectáculos de variedades
| Año  | Título          | Cadena | Rol                       | Ref. |
| ---- | --------------- | ------ | ------------------------- | ---- |
| 2015 | Running Man     | SBS    | Invitada - (episodio 244) |      |
| 2016 | Hello Counselor | KBS2   | Invitada - (episodio 257) |      |

### Presentadora
| Año  | Título                    | Notas                     | Ref.   |
| ---- | ------------------------- | ------------------------- | ------ |
| 2020 | 56th Baeksang Arts Awards | presentadora de categoría | [ 32 ] |

### Aparición en vídeos musicales
| Año  | Intérprete | Canción                  | Rol               | Ref.   |
| ---- | ---------- | ------------------------ | ----------------- | ------ |
| 2015 | Big Bang   | «Let's Not Fall in Love» | Novia de G-Dragon | [ 33 ] |

### Publicidad
| Año       | Título                   | Notas               | Ref.   |
| --------- | ------------------------ | ------------------- | ------ |
| ¿? - 2021 | New Origin - Inner Flora |                     | [ 34 ] |
| ¿? - 2021 | AER                      | (marca de máscaras) | [ 34 ] |
| ¿? - 2021 | AK Beauty - LUNA         | (cosméticos)        | [ 34 ] |

### Anuncios
| Año  | Título                         | Notas                | Ref.   |
| ---- | ------------------------------ | -------------------- | ------ |
| 2020 | Naver's - "My Favorite Series" | junto a Ju Ji-hoon   | [ 35 ] |
| -    | Petitzel Pudding               | junto a Kim Soo-hyun | [ 36 ] |

## Premios y nominaciones
| Año  | Premio                       | Categoría                                   | Trabajo                                 | Resultado | Ref.                 |
| ---- | ---------------------------- | ------------------------------------------- | --------------------------------------- | --------- | -------------------- |
| 2014 | 33rd MBC Drama Awards        | Mejor actriz revelación                     | Diary of a Night Watchman               | Nominada  | [ 37 ]               |
| 2017 | 53th Baeksang Arts Awards    | Actriz más popular (cine)                   | Another Way                             | Nominada  | [ 38 ]               |
| 2019 | 14th Annual Soompi Awards    | Actriz del año                              | Lawless Lawyer                          | Nominada  |                      |
| 2020 | 5th Asia Artist Awards       | Premio Hot Issue (actriz)                   | —                                       | Ganadora  | [ 39 ] [ 40 ]        |
| 2020 | 5th Asia Artist Awards       | Mejor artista (actriz)                      | It's Okay to Not Be Okay                | Ganadora  | [ 41 ]               |
| 2020 | 18th Brand of the Year Award | Actriz del año                              | —                                       | Ganadora  | [ 42 ]               |
| 2020 | 29th Buil Film Award         | Estrella popular                            | By Quantum Physics: A Nightlife Venture | Ganadora  | [ 43 ]               |
| 2021 | 7th APAN Star Awards         | Premio a la excelencia, actriz en miniserie | It's Okay to Not Be Okay                | Ganadora  | [ 44 ] [ 45 ] [ 46 ] |
| 2021 | 7th APAN Star Awards         | Estrella popular, actriz                    | It's Okay to Not Be Okay                | Ganadora  | [ 47 ]               |
| 2021 | 7th APAN Star Awards         | Premio KT Seezn Star                        | It's Okay to Not Be Okay                | Nominada  | [ 48 ]               |
| 2021 | 57th Baeksang Arts Awards    | Actriz más popular                          | It's Okay to Not Be Okay                | Ganadora  | [ 49 ] [ 5 ] [ 50 ]  |
| 2021 | 57th Baeksang Arts Awards    | Mejor actriz                                | It's Okay to Not Be Okay                | Nominada  | [ 51 ]               |